# Нижний (Краснодарский край)
Нижний — хутор в Кореновском районе Краснодарского края.
Входит в состав Сергиевского сельского поселения.

## Известные уроженцы
Архиепископ Питирим (Волочков) — Архиепископ Сыктывкарский (1995—2025)

## География
Хутор расположен непосредственно к западу (выше по течению реки Кирпили) от административного центра поселения — станицы Сергиевской.

### Улицы
| - пер. Грушевый, - пер. Казачий, - пер. Ломоносова, - пер. Парковый, - пер. Пушкина, - пер. Тополиный, - пер. Яблоневый, - ул. Береговая, - ул. Газовиков, - ул. Гоголя, | - ул. Заречная, - ул. Короткая, - ул. Красная, - ул. Красноармейская, - ул. Леваневского, - ул. Лермонтова, - ул. Магистральная, - ул. Молодёжная, - ул. Надымская, | - ул. Садовая, - ул. Светлая, - ул. Свободная, - ул. Северная, - ул. Строителей, - ул. Сургутская, - ул. Чехова, - ул. Шевченко, - ул. Шоссейная. |

## Население
| 2002 | 2010 |
| ---- | ---- |
| 860  | ↘732 |

- Питирим (Волочков) (род. 1961) — епископ Русской православной церкви